# Sportski savez
Sportski savez je uglavnom javna, državna ili područna ustanova, pravni subjekt, koji upravlja, usklađuje, provodi i omogućuje sve djelatnosti vezane uz pojedini sport na razini države ili jedinice mjesne samouprave, od provođenja ligaških i drugih natjecanja, nadzora rada sportskih društva do promidžbe sporta i svojih djelatnosti te sportske pedagogije.
Državni sportski savezi mogu biti ustrojeni u podružnice ili u cijele područne saveze pod nadzorom državnoga saveza, ali i jedinica mjesne samouprave. Rad svih saveza usklađuje Ministarstvo sporta ili Državni ured za sport, a na područnoj razini za to nadležno tijelo. Uglavnom se uzdržavaju iz državnoga proračuna ili proračuna jedinica mjesne samouprave, ali i uz pokroviteljstva i sponzorstva poslovnih subjekata ili pojedinaca.